# Rob Hopkins
Rob Hopkins (1968) è un attivista e scrittore inglese, specializzato in temi ambientali. È conosciuto soprattutto per essere il fondatore del movimento Città di transizione (Transition Network in inglese).

## Biografia

### Giovinezza (1968-1996)
Rob Hopkins è nato a Chiswick, Londra, dove è cresciuto fino all'età di 12 anni. Successivamente si è trasferito a Wiltshire dove a frequentato la scuola St John's. Si è poi spostato a Bristol dove ha studiato alla scuola Bristol Waldorf e successivamente alla scuola Henbury.
A partire dal 1988, ha vissuto due anni e mezzo all'Istituto Lama Tsong Khapa, un monastero Buddista Tibetano in Toscana. Successivamente ha passato un anno a viaggiare in India, Pakistan, Cina, Tibet e Hong Kong.
Tornato a Bristol, in Inghilterra, ha ottenuto una laurea di primo livello all'Università dell'Inghilterra Occidentale e ha intrapreso lo studio della permacultura. 

### Irlanda (1996-2005)

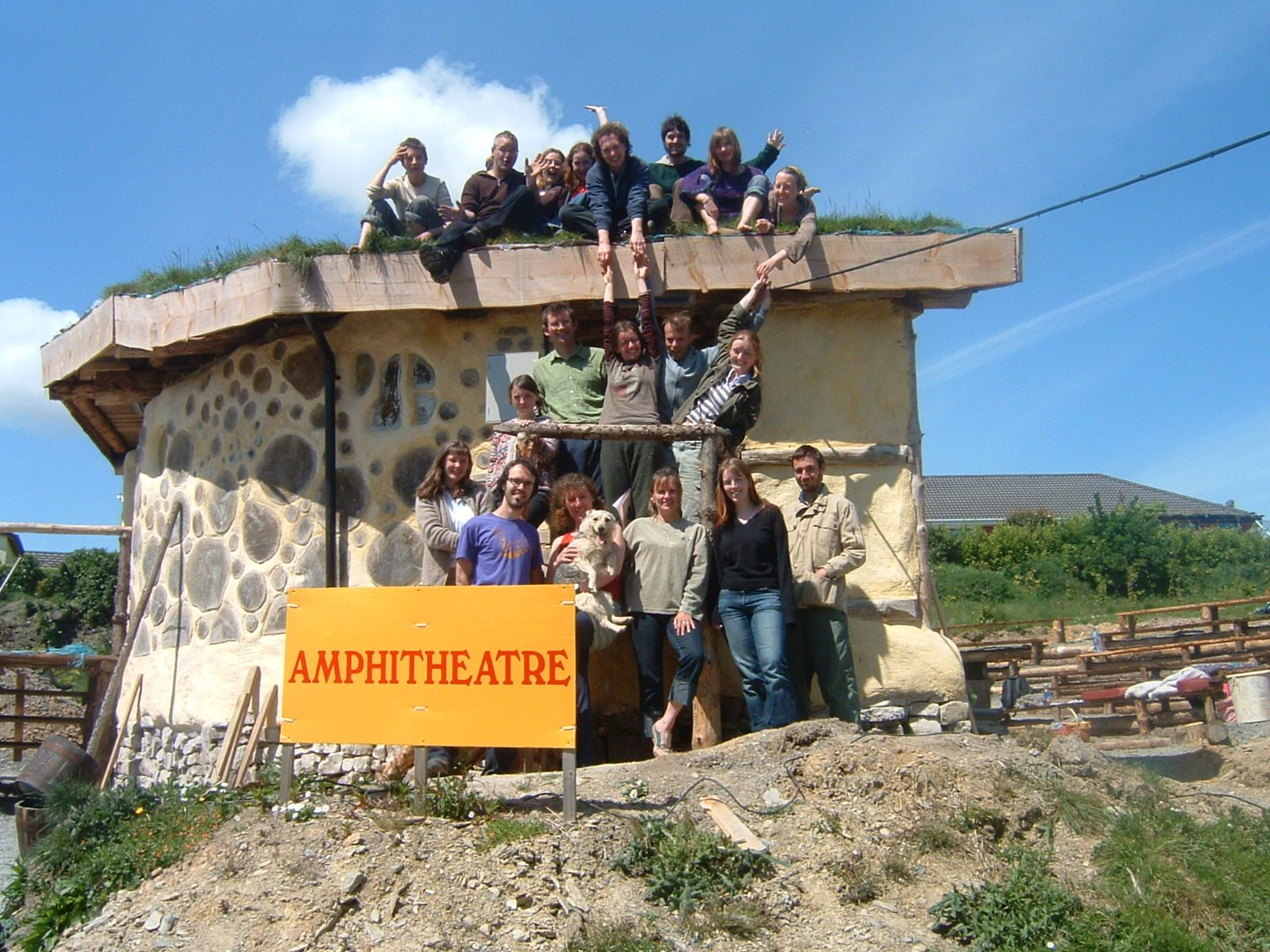
Rob Hopkins e i suoi studenti a Kinsale FEC, giugno 2005.

Nel 1996, Hopkins e la sua famiglia si trasferirono a West Cork in Irlanda. Qui ha iniziato ad insegnare permacultura, all'inizio con brevi corsi e successivamente con corsi completi. 
Insieme ad un'altra famiglia, hanno formato la "Baile Dulra Teoranta", un'organizzazione con lo scopo di creare un ecovillaggio. Nel 1999, hanno comprato una fattoria, "The Hollies", vicino a Castletown e dopo alcuni anni hanno ottenuto il primo permesso per la costruzione dell'ecovillaggio. 
Nel 2001, ha avviato e insegnato nel corso di Pratica Sostenibile al Kinsale Further Education College. Inizialmente era un corso annuale e poi è diventato il primo corso al mondo di permacultura della durata di 2 anni. Tra il 2003 e il 2005, i suoi studenti hanno costruito un anfiteatro il "Wooden O Theatre" utilizzando materiali locali.
Nel 2004, Hopkins si rese conto dell'importanza del concetto di picco del petrolio e assegnò ai suoi studenti il compito di applicare i principi della permacultura per affrontare questa sfida. L'output di questo progetto è stato il "Kinsale Energy Descent Action Plan", che è stato caricato sul sito web del college. Con grande sorpresa degli autori, è stato scaricato da molti interessati in diverse parti del mondo. Nel luglio 2005, Kinsale FEC ha ospitato Fueling the Future, una conferenza sul picco del petrolio e relative soluzioni.

## Studi Accademici
Rob Hopkins ha una laurea di primo livello in Gestione delle Risorse e Qualità Ambientale dall'Università dell'Inghilterra Occidentale (1993-1996), una laurea specialistica in Ricerca sociale (2007) e un dottorato all'Università di Plymouth (2011). Nel giugno 2013 è stato insignito di una laurea honoris causa dall'Università dell'Inghilterra Occidentale e nell'ottobre 2016 dall'Università di Namur.

## Transition Network

### Totnes in Transizione

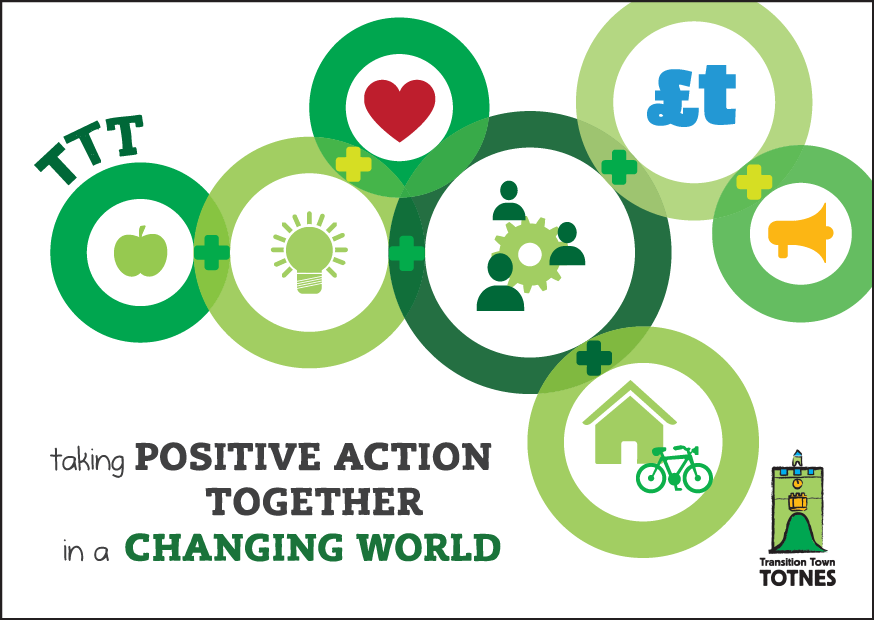
TTT grafica di Wordsmith One.

Nel 2005 Hopkins ha fondato, insieme a Naresh Giangrande, Transition Town Totnes (TTT) che rappresenta la prima Città di Transizione. Il progetto è stato inaugurato con un evento nel settembre del 2006 e da quel momento diversi progetti si sono susseguiti.

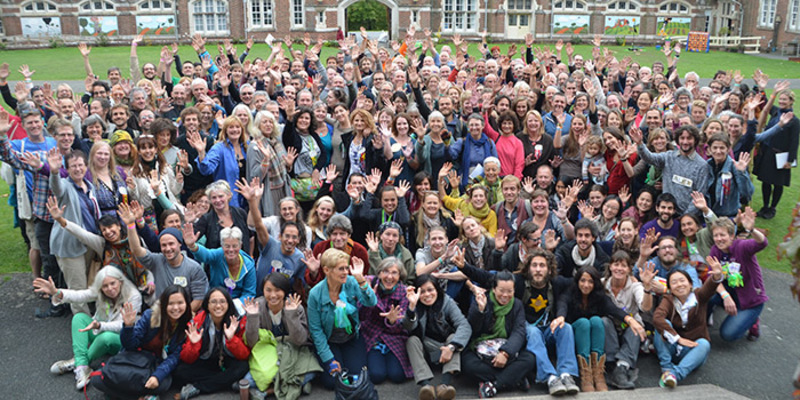
Conferenza Internazionale di Transition Network, 2015.

### Città di Transizione
Nel 2007, insieme a Peter Lipman e Ben Brangwyn, Hopkins ha fondato il movimento Città di Transizione, un'organizzazione che ha lo scopo di sostenere le diverse iniziative legate alla transizione verso una società che abbia al centro la resilienza delle comunità locali.
Transition Network è nato a Totnes, ma ad oggi sono presenti circa 912 iniziative e 26 centri nazionali.

## Pubblicazioni
Rob Hopkins ha scritto alcuni libri che riguardano il movimento Città in Transizione.
- R. Hopkins, The Transition Handbook (2008), traduzione italiana: Manuale pratico della transizione. Dalla dipendenza dal petrolio alla forza delle comunità locali (2009)
- T. Pinkerton & R. Hopkins, Local Food: How to make it happen in your community (2009), traduzione italiana: Cibo locale. Come produrre nella tua comunità alimenti sani e sostenibili. Manuale pratico della transizione (2009)
- R. Hopkins & H. Fearnley-Whittingstall, The Transition Companion (2011)
- R. Hopkins, The Power of Just Doing Stuff (2013)
- R. Hopkins, 21 Stories of Transition (2015)
- L'ecologia di ogni giorno. Terra, cibo, comunità. La Transizione, un nuovo modo di stare al mondo (2016).

## Business

### New Lion Brewery
Hopkins è fondatore e direttore di New Lion Brewery, un birrificio artigianale d'impresa sociale a Totnes. New Lion Brewerys ha come valori d'impresa la sostenibilità, la redditività, la comunità e l'innovazione. Nel 2015, la sua Pandit IPA è stata votata come la 17a birra "più calda" della Gran Bretagna.

### Atmos Totnes
Hopkins è uno dei promotori di Atmos Totnes, un progetto guidato dalla comunità locale e avviato dalla Totnes Community Development Society. Il progetto punta alla riqualificazione dell'ex sito Dairy Crest a Totnes attraverso uno sviluppo ad uso misto nella proprietà da parte della comunità.

## Premi e Riconoscimenti
- Vincitore del Schumacher Award (2008)
- Uno dei primi cento ambientalisti inglesi secondo The Independent (2008)
- Vincitore del Observer Ethical Award (2009)[9]
- Vincitore del Energy Saving Trust/Guardian ‘Green Community Hero’ Award (2009)[10]
- Ashoka Fellow, dal 2009[11]
- Fellow del Post Carbon Institute[12]
- Laurea honoris causa, University of the West of England (2013)[2]
- Vincitore del People Environment and Achievement (PEA) Award per Campaigner of the Year' (2014)
- Laurea honoris causa, University of Namur (2016)